# Touhou Project
Touhou Project (東方Project, Tōhō Purojekuto, lett. Oosters Project), ook wel bekend als Toho Project of onder de Engelse titel Project Shrine Maiden, is een Japanse franchise bestaande uit een serie dōjin games (hoofdzakelijk shoot 'em ups), manga's, tijdschriften, muziekcd's en fanboeken.

## Geschiedenis
Touhou Project begon in 1996 toen het eerste spel in de serie, Touhou Reiiden ~ Highly Responsive to Prayers, uitgebracht werd door Amusement Makers voor de NEC PC-9801, een Japanse serie computers. De vier opeenvolgende games in de Touhou-serie, uitgebracht tussen augustus 1997 en december 1998, waren ook gemaakt voor de NEC PC-9801. Touhou Project was drieënhalf jaar inactief, tot de eerste Windowsgame in de serie, Touhou Koumakyou ~ The Embodiment of Scarlet Devil, in augustus 2002 werd uitgebracht, toen ZUN zich afsplitste van Amusement Makers en Team Shanghai Alice oprichtte.
In oktober 2010 werd Touhou Project door Guinness World Records benoemd tot de 'productiefste door fans gemaakte shooterserie'.

## Spelserie
De spelserie is geproduceerd en uitgebracht door de eenmansgroep Team Shanghai Alice, waarvan het enige lid, bekend als ZUN, verantwoordelijk is voor alle graphics, muziek en programmering in vrijwel alle games. De serie shoot 'em up-spellen bestaat anno 2023 uit 32 games, waarvan 13 spin-offs.
Door de grote hoeveelheid projectielen in de shoot 'em ups games worden de games ook vaak bullet hell games genoemd.

### Hoofdserie
- Highly Responsive to Prayers (1997)
- Story of Eastern Wonderland (1997)
- Phantasmagoria of Dim. Dream (1997)
- Lotus Land Story (1998)
- Mystic Square (1998)
- Embodiment of Scarlet Devil (2002)
- Perfect Cherry Blossom (2003)
- Imperishable Night (2004)
- Phantasmagoria of Flower View (2005)
- Mountain of Faith (2007)
- Subterranean Animism (2008)
- Undefined Fantastic Object (2009)
- Ten Desires (2011)
- Double Dealing Character (2013)
- Legacy of Lunatic Kingdom (2015)
- Hidden Star in Four Seasons (2017)
- Wily Beast and Weakest Creature (2019)
- Unconnected Marketeers (2021)
- Unfinished Dream of All Living Ghost (2023)

### Zijserie
Na het vijfde spel in de hoofdserie verliet ZUN de groep en werkte verder aan vervolgdelen. Spellen in de zijserie werden door het oorspronkelijke team ontwikkeld en zijn in een ander spelgenre.
- Immaterial and Missing Power (2004)
- Shoot the Bullet (2005)
- Scarlet Weather Rhapsody (2008)
- Touhou Hisōtensoku (2009)
- Double Spoiler (2010)
- Fairy Wars (2010)
- Hopeless Masquerade (2013)
- Impossible Spell Card (2014)
- Urban Legend in Limbo (2015)
- Antinomy of Common Flowers (2017)
- Violet Detector (2018)
- Touhou Gouyoku Ibun (2021)
- 100th Black Market (2022)

## Hoofdpersonages

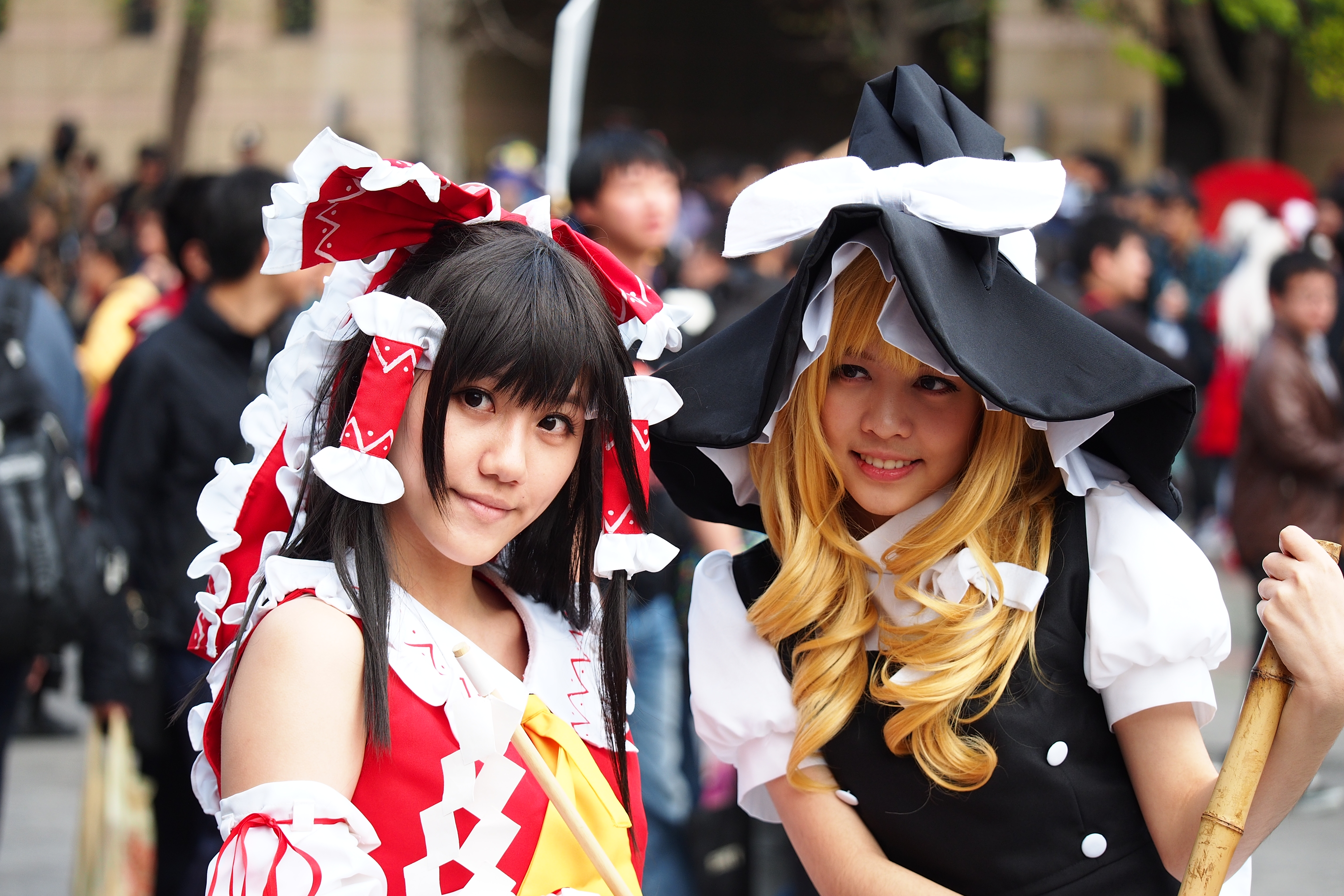
Cosplay van Reimu en Marisa.

- Reimu Hakurei, protagonist in de serie en miko van de Hakurei-tempel. Nadat de tempel was verwoest teleporteerde ze naar een andere wereld om de daders op te sporen en te straffen.
- Marisa Kirisame, verscheen vanaf het tweede spel als hoofdpersonage. Marisa is een tovenares die in het Magische Bos woont. Ze is dikke vrienden met Reimu en doet onderzoek naar magische spreuken. Ze is een fervent verzamelaar en leent vaak spullen zonder dit te vragen.

## Andere media
In de franchise verschenen onder meer manga's, tijdschriften, muziekcd's en fanboeken.

## Populariteit
Door de populariteit van de franchise verschenen er ook afgeleide werken, zoals muzieknummers, anime, computerspellen en andere media die door fans werd geproduceerd. Zo kwam het ook voor dat eigenschappen of situaties die door fans werden bedacht hun weg vonden in de hoofdserie.
Naast populaire internetmemes werd ook de jaarlijkse "Hakurei Shrine Reitaisai" conventie gehouden, uitsluitend voor Touhou Project. De conventie startte in 2004 en werd onder meer ook gebruikt als aankondiging voor nieuwe spellen.